# Waldachtal mit Seitentälern
Waldachtal mit Seitentälern ist ein Landschaftsschutzgebiet (Schutzgebietsnummer 2.37.051) im Landkreis Freudenstadt. 

## Lage und Beschreibung
Das Schutzgebiet entstand durch Verordnung des Landratsamts Freudenstadt vom 1. Dezember 1998. Das Schutzgebiet besteht aus vier Teilgebieten: Talabschnitt der Waldach nordwestlich von Neu-Nuifra, Talabschnitt des Cresbachs westlich der Ortschaft Cresbach, Talabschnitt der Waldach zwischen Unterwaldach und Oberwaldach und Talabschnitt der Waldach südlich von Vesperweiler.
Das LSG liegt vollständig im Naturpark Schwarzwald Mitte/Nord und gehört zu den Naturräumen Obere Gäue und Schwarzwald-Randplatten.

## Schutzzweck
Laut Schutzgebietsverordnung ist der wesentliche Schutzzweck:
- die Erhaltung des Waldachtales sowie der Seitentäler mit seiner ökologisch vielfältigen, naturnahen Ausstattung und seinem leistungsfähigen Naturhaushalt;
- die Offenhaltung der Talauen mit den artenreichen Wiesen, natürlich mäandrierenden Bachläufen und dem Ufergeholzsaum;
- die Sicherung der Feuchtgebiete, wie Teiche, Quellen, Wasserläufe, Gräben, Röhrichtbestände und Feuchtwiesen;
- die Erhaltung und die Wiederherstellung der natürlichen Heckenstreifen und Waldränder;
- die Erhaltung des Lebensraumes für eine artenreiche, teilweise gefährdete Tier- und Pflanzenwelt;
- die Bewahrung einer landschaftlich abwechslungsreichen Erholungslandschaft.